# Danuta Lewandowska
Danuta Irena Lewandowska (ur. 1927 w Warszawie, zm. 26 grudnia 1977 tamże) – polska malarka, architekt wnętrz i projektantka.

## Życiorys
W 1950 rozpoczęła studia na Wydziale Architektury Wnętrz warszawskiej Akademii Sztuk Pięknych, do grona jej wykładowców należeli Kazimierz Nita i Jerzy Sołtan. Dyplom ukończenia studiów otrzymała w 1955, trzy lata później została wykładowcą na macierzystej uczelni. Od 1973 była adiunktem w Pracowni Kompozycji Brył i Płaszczyzn kierowanej przez prof. Romana Owidzkiego na Wydziale Malarstwa. Uczestniczyła w środowisku intelektualnym czołowych polskich twórców współczesnych, przyjaźniła się z Henrykiem Stażewskim.

## Twórczość
Apogeum twórczości Danuty Lewandowskiej przypada na lata 1974-1977, z tego okresu pochodzi kilkadziesiąt kompozycji. Ich cechą charakterystyczną jest umieszczanie przed powierzchnią obrazu kolejnej płaszczyzny z naciągniętych i pomalowanych strun z nylonu lub metalowych. 